# Ibănești
Ibănești es una comuna ubicada en el distrito de Vaslui, Rumania.

## Superficie
Posee una superficie de 41,54 kilómetros cuadrados.

## Demografía
Hasta 2021 la población era de 1317 habitantes, con una densidad de población de 31,70 habitantes por kilómetro cuadrado.